# FaculteitsVerenigingen Overlegorgaan Groningen
Het FaculteitsVerenigingen Overlegorgaan Groningen (afgekort: FVOG) was een overkoepelend orgaan voor faculteits- en studieverenigingen uit Groningen. Het FVOG behartigde de belangen van de aangesloten verenigingen door middel van overleg met instanties als de in de universiteitsraad vertegenwoordigde partijen en andere overkoepelende verenigingen. Naast deze politieke functie trachtte het FVOG de integratie tussen studieverenigingen te bevorderen, en hen bij te staan bij verenigingszaken.
Eind 2012 waren bij het FVOG 46 verenigingen aangesloten met in totaal circa 30.000 leden. Het FVOG was vertegenwoordigd in de Universitaire Commissie Studentenzaken en in de commissie voor de opening van het academisch jaar. Onderwerpen waar het FVOG zich mee bezighield waren onder meer de introductietijden voor studieverenigingen, (her)ijking van bestuursbeurzen van de aangesloten verenigingen en het Bindend Studie Advies.
Op 10 augustus 2018 deelde het FVOG mede dat het zichzelf zou opheffen per september 2018. "Veel interne discussie en het niet kunnen vinden van een nieuw bestuur" werden als redenen hiervoor opgegeven.